# I kamp med havet
I kamp med havet är en roman skriven av Anni Blomqvist som utkom år 1971. Den är del fyra av fem i romansviten om Stormskärs Maja som berättar om det hårda livet i Ålands skärgård under mitten av 1800-talet.

## Karaktärer
- Maria ”Maja” Mikelsdotter
- Johan ”Janne” Eriksson – Majas make
- Maria – Majas och Jannes dotter
- August – Majas och Jannes son
- Sigfrid – Majas och Jannes son
- Hindrik – Majas och Jannes son
- Gabriel – Majas och Jannes son
- Sara Lisa – Majas mor
- Mickel – Majas far
- Karl ”Kalle” – Majas bror
- Vallborg – Kvinna som bor i Östergårds

## Källa
- Blomqvist, Anni (1971). I kamp med havet. LT:s förlag. Libris 1278167